# Desdimelita desdichada
Desdimelita desdichada is een vlokreeftensoort uit de familie van de Melitidae. De wetenschappelijke naam van de soort is voor het eerst geldig gepubliceerd in 1962 door Jerry Laurens Barnard.